# Šuri (hrad)
Hrad Šuri (japonsky 首里城, Šuri-džó; okinawsky sui ugusiku) je gusuku (rjúkjúský hrad) ve městě Šuri (dnes součást Naha) na ostrově Okinawa v Japonsku. Byl sídlem království Rjúkjú. V roce 1945, během bitvy o Okinawu, byl prakticky celý zničen, jen několik zdí (pár desítek centimetrů vysokých) zůstalo stát. V roce 1992 byl znovupostaven na původním místě podle fotografií, historických záznamů a „paměti“. 31. října 2019 vyhořel do základů a řeší se, zda a jak bude znovu obnoven.

## Historie
Přesné datum vzniku stavby je nejisté, v období Sanzan (1322–1429) už hrad stál a byl intenzivně užíván. Existuje domněnka, že byl postaven v období Gusuku stejně jako ostatní hrady na Okinawě. Když král Šó Haši sjednotil všechna tři okinawská knížectví a založil Království Rjúkjú, zvolil si hrad Šuri za své sídlo. Ve stejné době město Šuri, už jako hlavní město, zažilo období rozkvětu, které pokračovalo i během vlády druhé dynastie Šó.
Podle historických záznamů hrad Šuri několikrát vyhořel, ale vždy byl opraven. Před druhou světovou válkou byl hrad prohlášen za japonský národní poklad, ale za války japonská 32. armáda umístila své velitelství právě do hradního podzemí. Proto se hrad stal během bitvy o Okinawu 25. až 27. května 1945 cílem ostřelování z bitevní lodě USS Mississippi a 27. května vyhořel do základů.
Po válce se Rjúkjúská univerzita přestěhovala na místo bývalého hradu. V roce 1958 byla obnovena brána Šureimon a v roce 1992 byla rekonstruována hlavní budova hradu. V současnosti tvoří oblast kolem hradu park hradu Šuri (首里城公園; Šuridžó kóen). V roce 2000, společně s dalšími památkami v prefektuře Okinawa, byl Šuri zapsán na Seznam světového dědictví UNESCO pod názvem Gusuku a související památky na Království Rjúkjú.
Celých 450 let od počátku 15. století byl hrad Šuri sídlem královského dvora a administrativním centrem Království Rjúkjú. Byl nejen střediskem zahraničního obchodu, ale i politickým, ekonomickým a kulturním srdcem Rjúkjúského souostroví.

### Požár 2019
Dne 31. října 2019 (JST) v časných ranních hodinách vzplanul požár, který zničil Seiden, Hokuden a Nanden. Alarm se rozezněl ve 2:30 JST ráno, načež byly zavolány záchranné jednotky. Mezi zasažené budovy patří kromě již zmíněných ještě Bandokoro. Požár se podařilo úspěšně uhasit ve 13:30 JST.
Po následném vyšetřování byla jako příčina požáru stanovena vada na elektroinstalaci a jakékoliv cizí zavinění bylo vyloučeno. Jako důkaz posloužila výpověď strážného, který oznámil, že jakmile šel kontrolovat příčinu poplachu, tak musel odemknout dveře do Seiden, které byly stále zamčené a nebyly na nich stopy cizího vniknutí. Po jejich otevření byl již prostor zaplněný kouřem. Zároveň v severní části, kde stával Seiden byl nalezen spálený elektrický rozvaděč. Následně ovšem policejní vyšetřovatelé vydali oznámení, že po kontrole elektrického rozvaděče pro světelný obvod, nebyly nalezeny známky zkratu, navzdory tomu, že dohledová kamera zachytila blikající světlo v hlavní hale Seiden.
Je to již po páté, co byl hrad Šuri zničen. Neprodleně po požáru oznámil okinawský guvernér, Denny Tamaki, že hrad Šuri je symbolem království Rjúkjú a vyjádřením jeho historie a kultury a přislíbil jeho opravu. Japonská vláda shromažďuje prostředky na opravu. Pomoc přislíbila i organizace UNESCO. K 6. listopadu 2019, 12:00 JST obdržela sbírka založená městem Naha přes 3.2 mil. dolarů, tj. cca 73.5 mil. CZK (k 6. listopadu 2019).

## Budovy Hradu Šuri
Všechny budovy jsou rekonstruovány, původní byly zničeny roku 1945.
- Bandokoro (番所)
- Hokuden (北殿) - severní budova
- Keizuza (系図座)
- Kinju-tsumesho (近習詰所)
- Kugani-udun (黄金御殿)
- Nanden (南殿) - jižní budova
- Ni-kei-udun (二階御殿)
- Nyokan-kyoshitsu (女官居室)
- Oku-shoin (奥書院)
- Sasumoma (鎖之間)
- Seiden (正殿) - hlavní budova
- Shoin (書院)
- Suimuikan (首里杜館)
- Tomoya (供屋)
- Yohokoriden (世誇殿)
- Youmoutsuza (用物座)
- Yuinchi (寄満)

Komplex obsahuje spoustu dalších bran, chrámů a jiných objektů.

## Fotogalerie

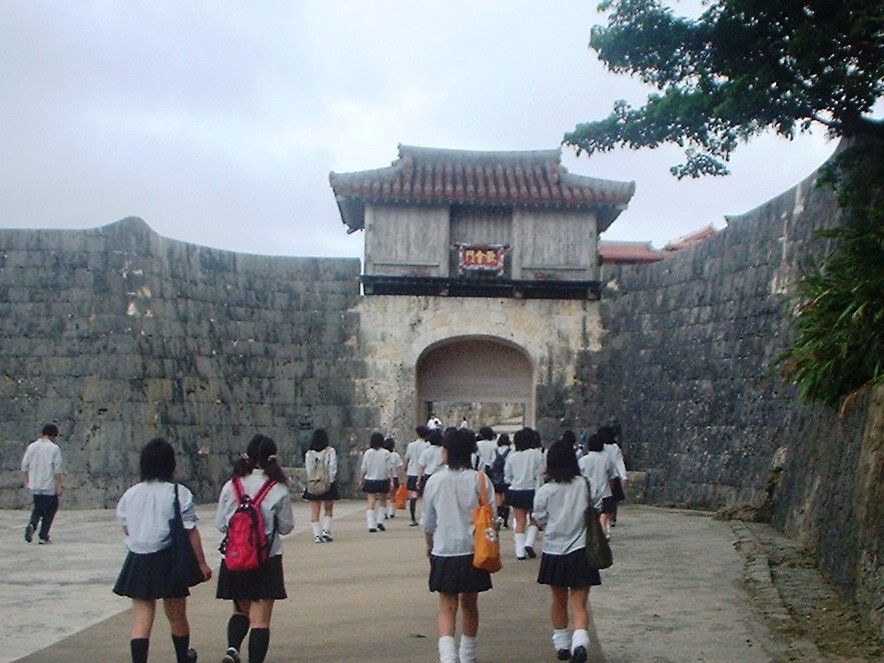
Brána Kankaimon
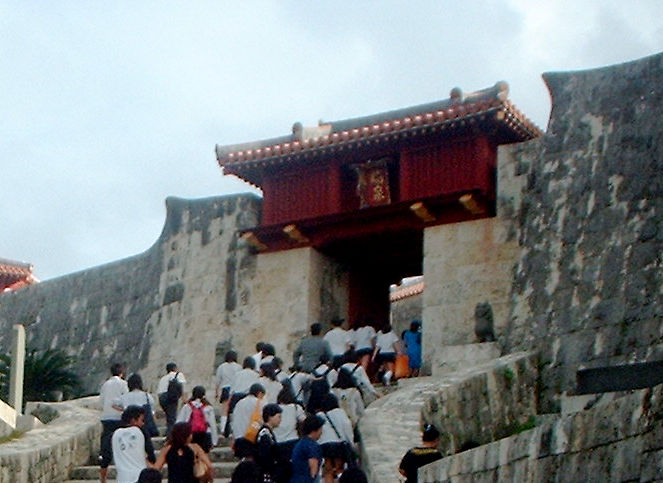
Brána Zuisenmon
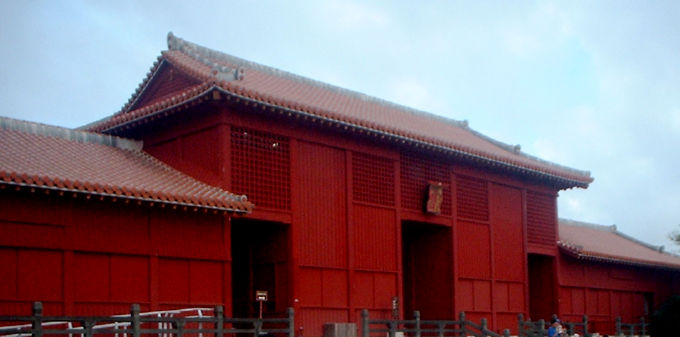
Brána Hóšinmon
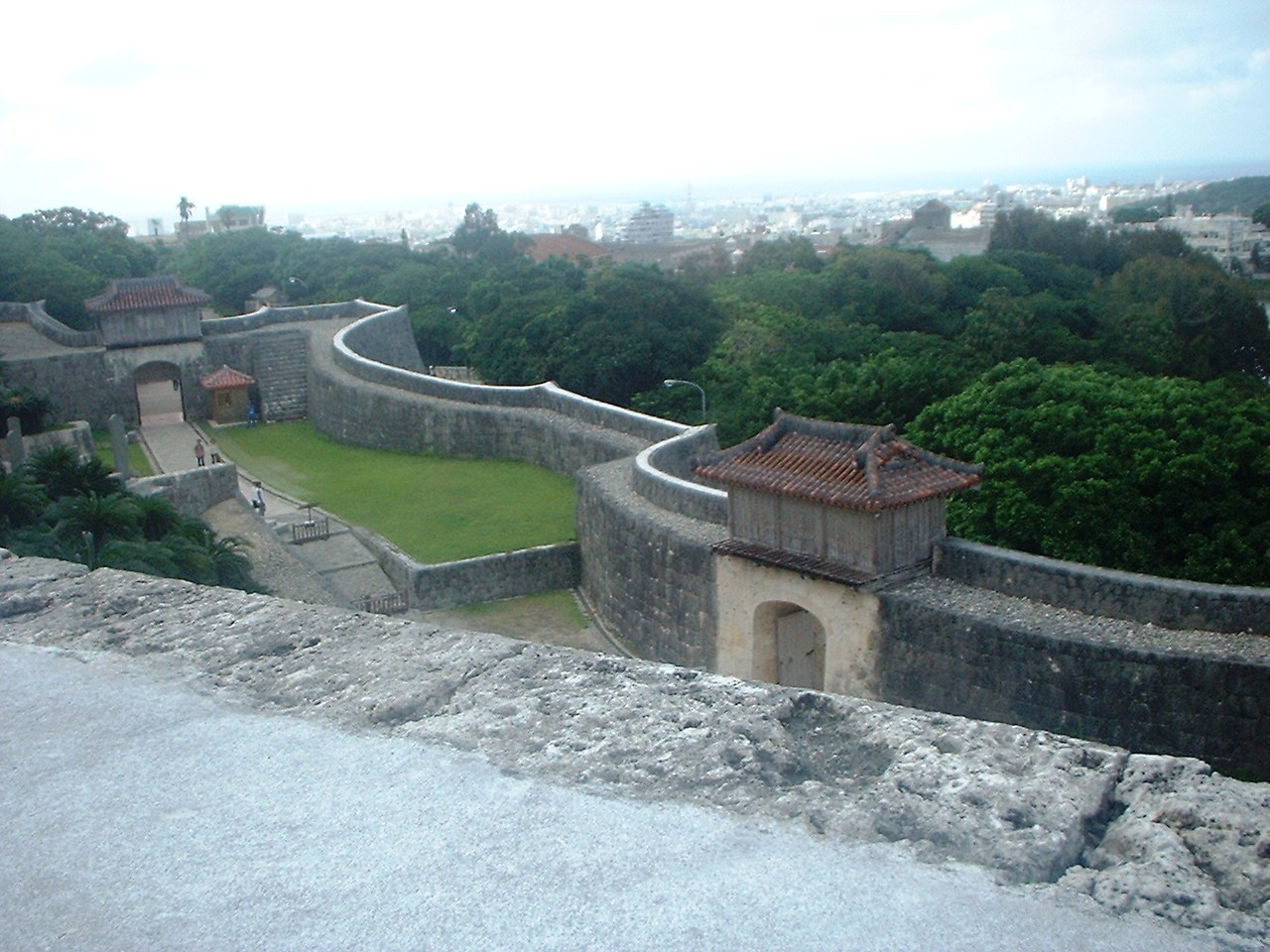
Pohled na město Naha od hradu Šuri